# Самбалес
Самбалес (таг. Zambales) — провинция Филиппин, расположенная на острове Лусон, в регионе Центральный Лусон. Административный центр — город Иба. Площадь провинции составляет 3714,4 км². Численность населения по данным на 2010 год — 755 621 человек.

## География
На севере граничит с провинцией Пангасинан, на востоке — с провинциями Тарлак и Пампанга, на юге — с провинцией Батаан. На западе её берега омывает Южно-Китайское море, на востоке граница проходит по горам Самбалес. Провинция Самбалес расположена в западной части острова Лусон. 60 % её территории занимают горы. Высшая точка — вулкан Пинатубо, находится на стыке границ трёх провинций (Самбалес, Тарлак и Пампанга). Последнее извержение вулкана было в 1991 году; в его результате образовалось озеро Пинатубо, которое, имея глубину около 600 метров, является самым глубоким в стране. Бухта Субик, в связи со своим удобным расположением, была выбрана американцами для размещения своих баз.
Климат провинции характеризуется наличием двух сезонов: сухой (с октября по июнь), и влажный (с июля по октябрь). Провинция обладает запасами полезных ископаемых, месторождениями никеля и хромитов.

## История
В 1572 году у берегов Лусона появилась экспедиция под руководством Хуана де Сальседо. Испанцы основали на территории нынешней провинции Самбалес несколько городов: Масинлок (1607), Иба (1611), Санта-Крус (1612). Первой столицей здесь был Масинлок.
Предположительно название провинции происходит от местного слова «самбаль» (замбаль или самба), что означает «поклонение, богослужение». Местные жители в тот период, когда испанцы впервые здесь появились, поклонялись духам предков.

## Население и культура
В провинции проводятся различные праздники и фестивали, национального иди религиозного характера. Из них, например, известны «Фестиваль Манго», в апреле, и «Доморокдок», танцевальный фестиваль, в мае.
В провинции Самбалес проживают такие народы, как самбалы (самбальцы), аэта, тагалы, пампанганы. Наиболее древними автохтонными жителями этой области являются аэта, которые позже были вытеснены австронезийскими народами во внутренние горные районы. Главными языками являются языки самбальской группы (см. Филиппинские языки), тагальский и илокано. Распространён также язык капампанган (относится к самбальским языкам). 75 % процентов населения владеет также английским.
В настоящее время в провинции имеется много образовательных учреждений. Главное из них — Технологический университет Рамона Магсайсая.

## Административное деление
В административном отношении подразделяется на 1 город (Олонгапо) и 13 муниципалитетов:
| - Ботолан - Кабанган - Канделария - Кастильехос - Иба - Масинлос - Палаиг | - Сан-Антонио - Сан-Фелипе - Сан-Марселино - Сан-Нарсисо - Санта-Крус - Субик |

## Сфера обслуживания
Самбалес обслуживает международный аэропорт Субик-Бэй, расположенный на территории Батаана. Здесь есть приморские курорты, пляжи, казино, коттеджи, гостиницы и различные развлечения для туристов. Общая протяжённость пляжей — 173 км. У берегов есть коралловые рифы, оборудованы места для купания, сёрфинга и подводного плавания.